# Muzeum dějin polských Židů

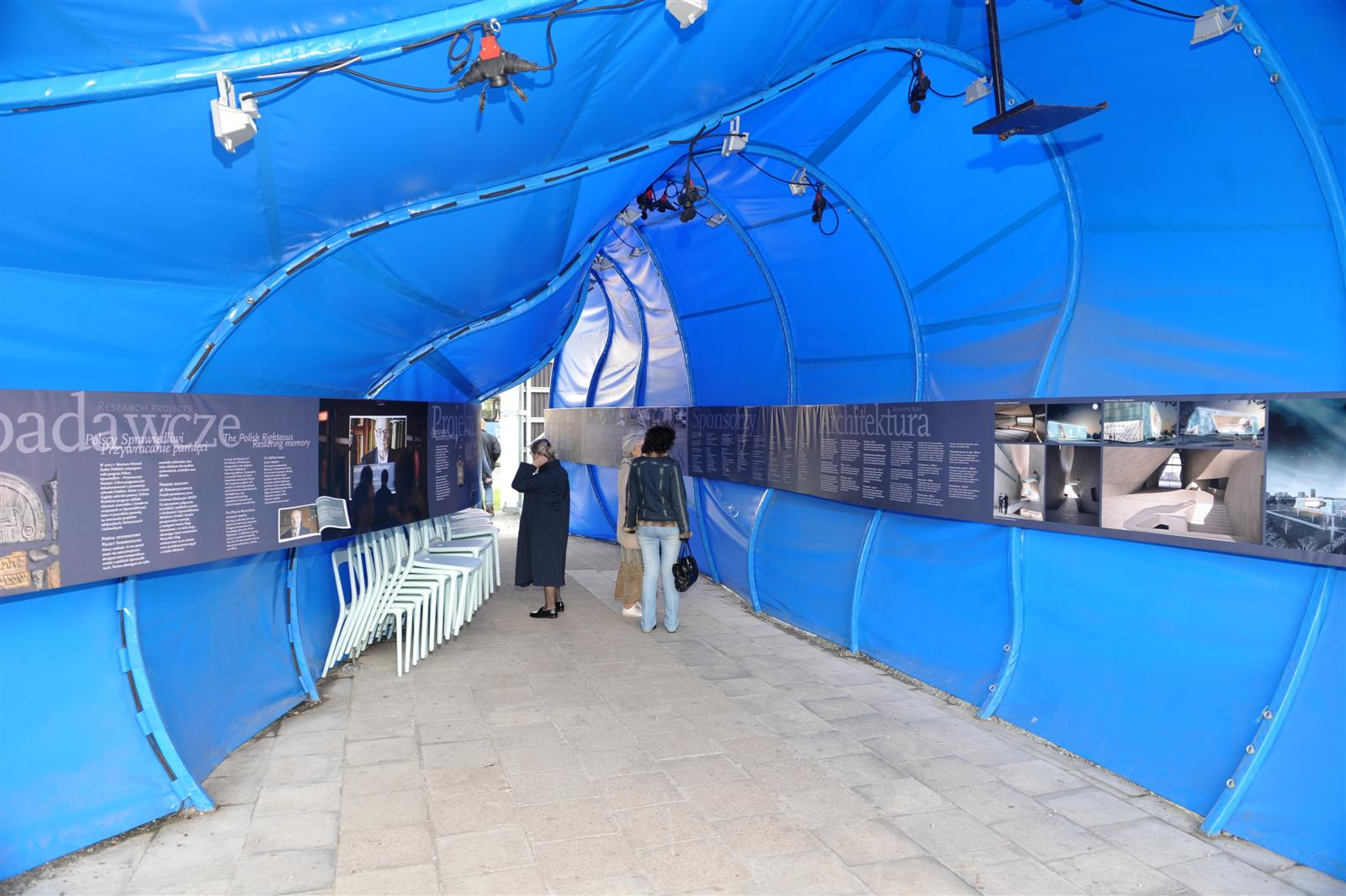
Umělecká instalace Stan, která v letech 2006 až 2009 plnila roli informačního centra pro tehdy ještě zbrusu nové muzeum

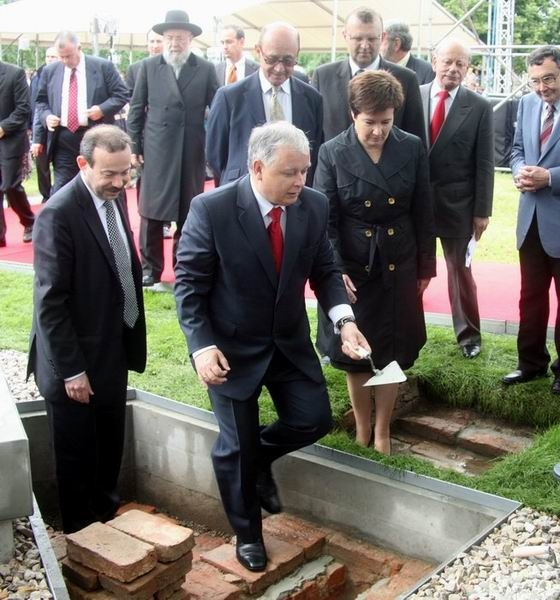
Slavnostní položení základního kamene Muzea dějin polských Židů prezidentem Lechem Kaczyńským (26. června 2007)

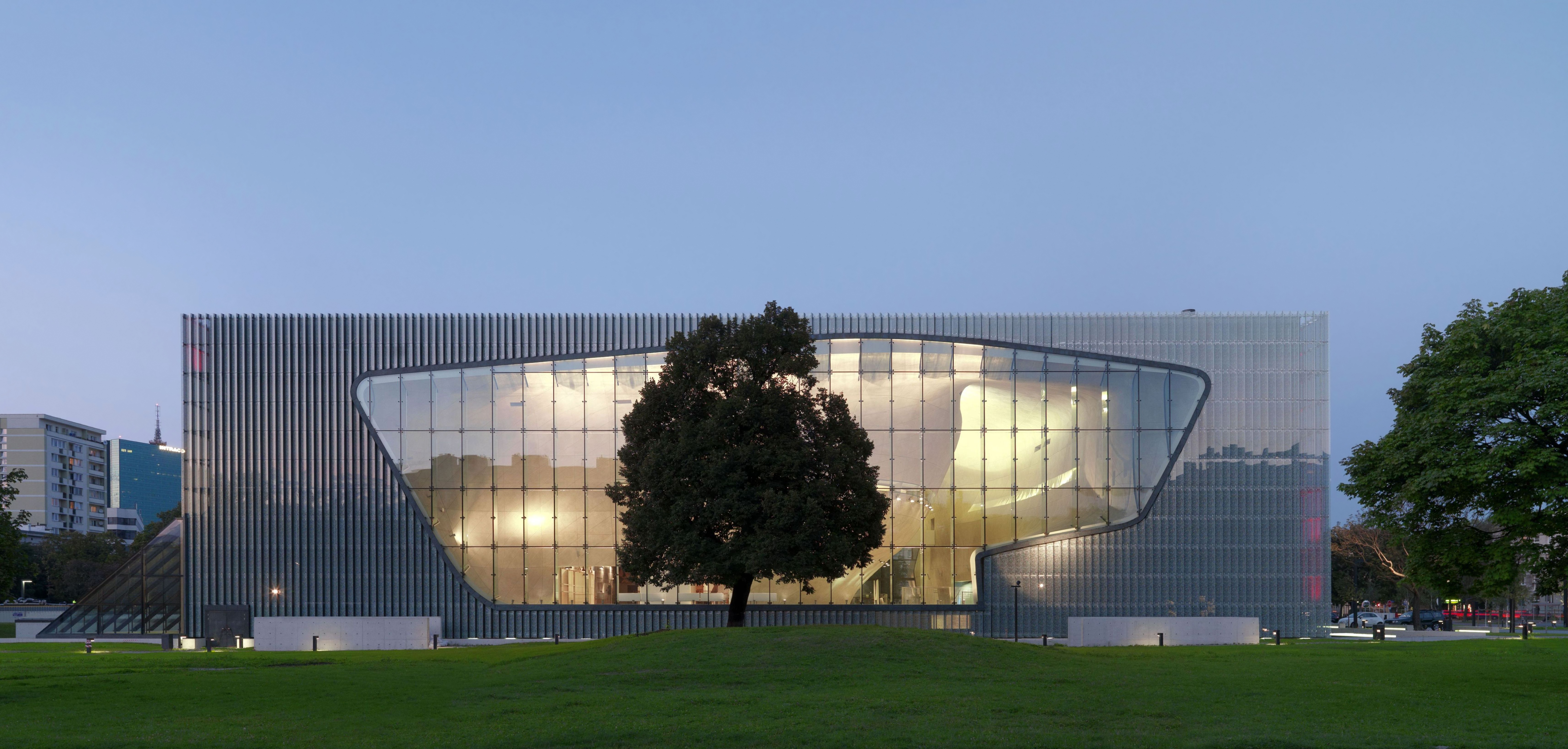
Budova muzea, jak je jí možno vidět z Karmelické ulice ve Varšavě

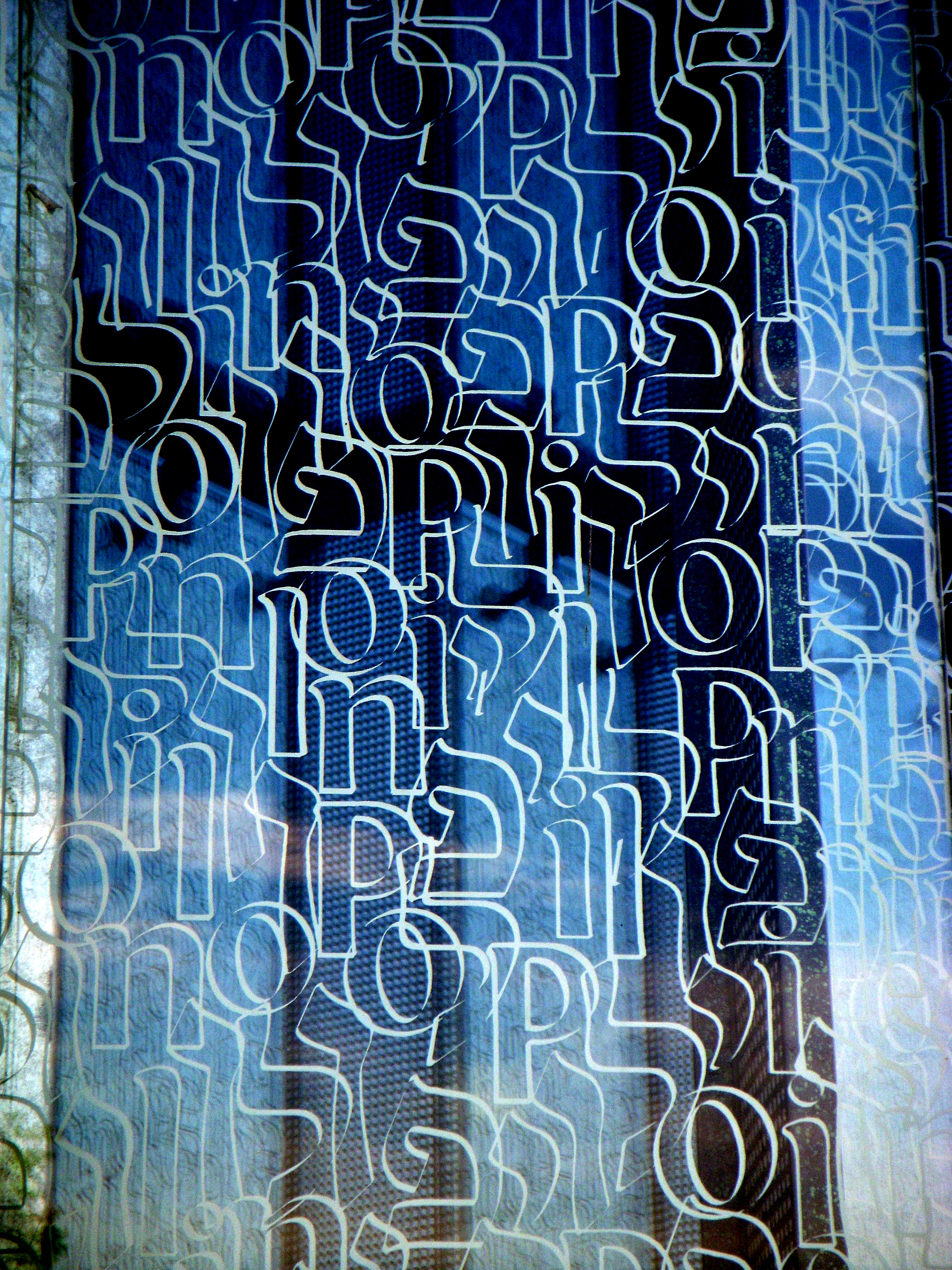
Skleněné desky na fasádě muzea s polskými a hebrejskými písmeny, které tvoří slovo Polin

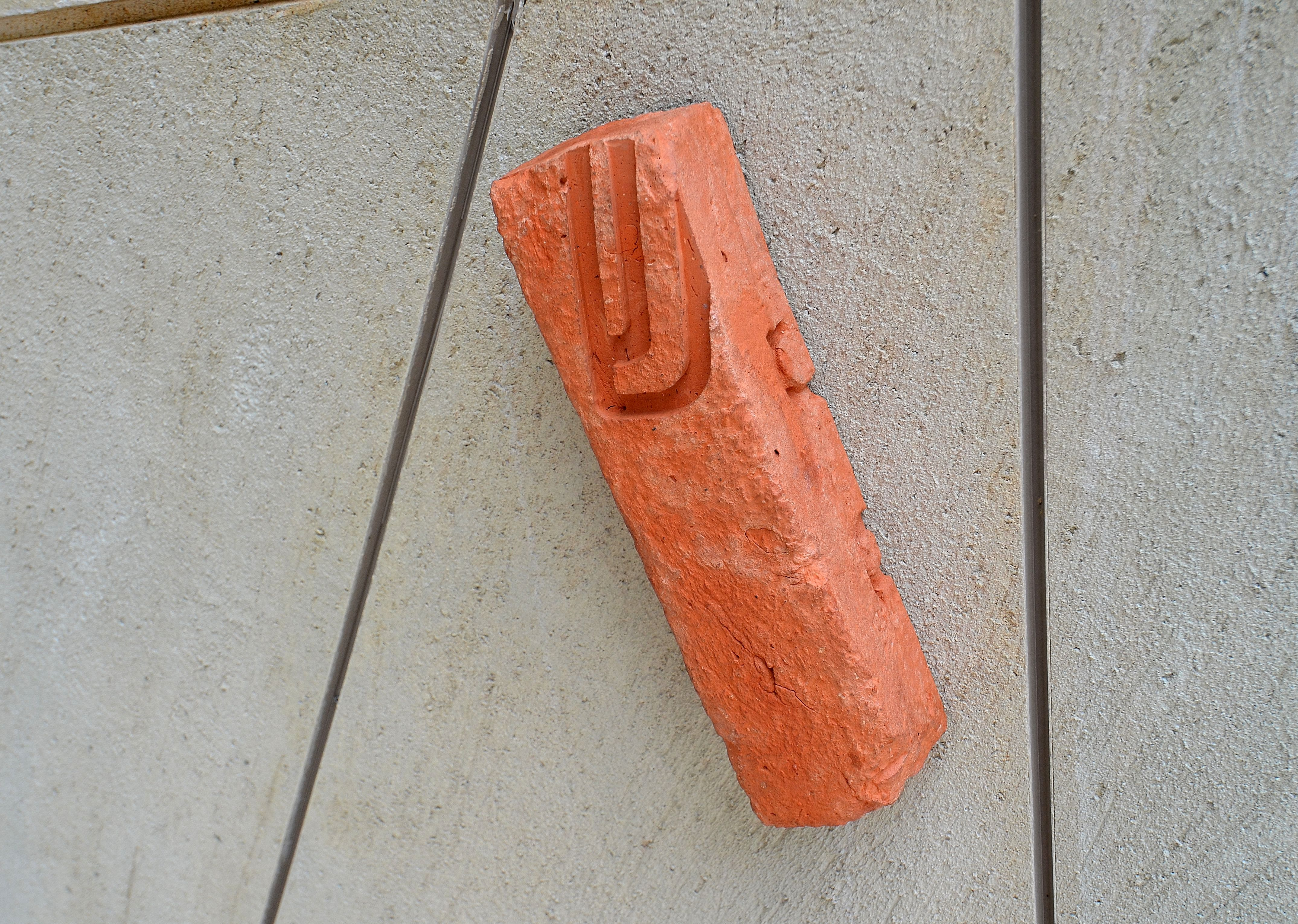
Pohled na Mezuzu při vchodu do muzea, která je vyrobená z cihly již neexistujícího židovského domu na ulicy Nalewki

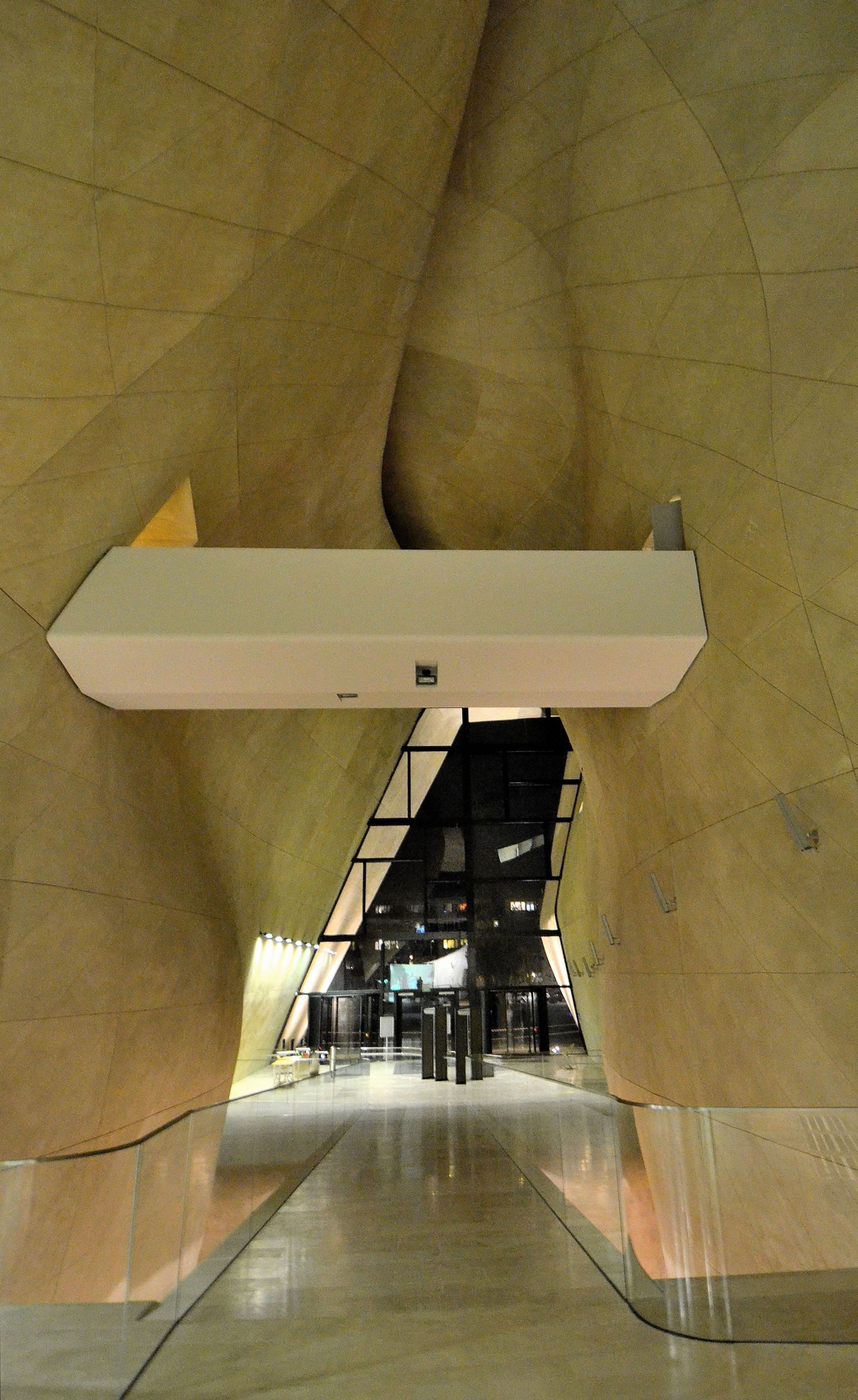
Hlavní hala se dvěma mosty

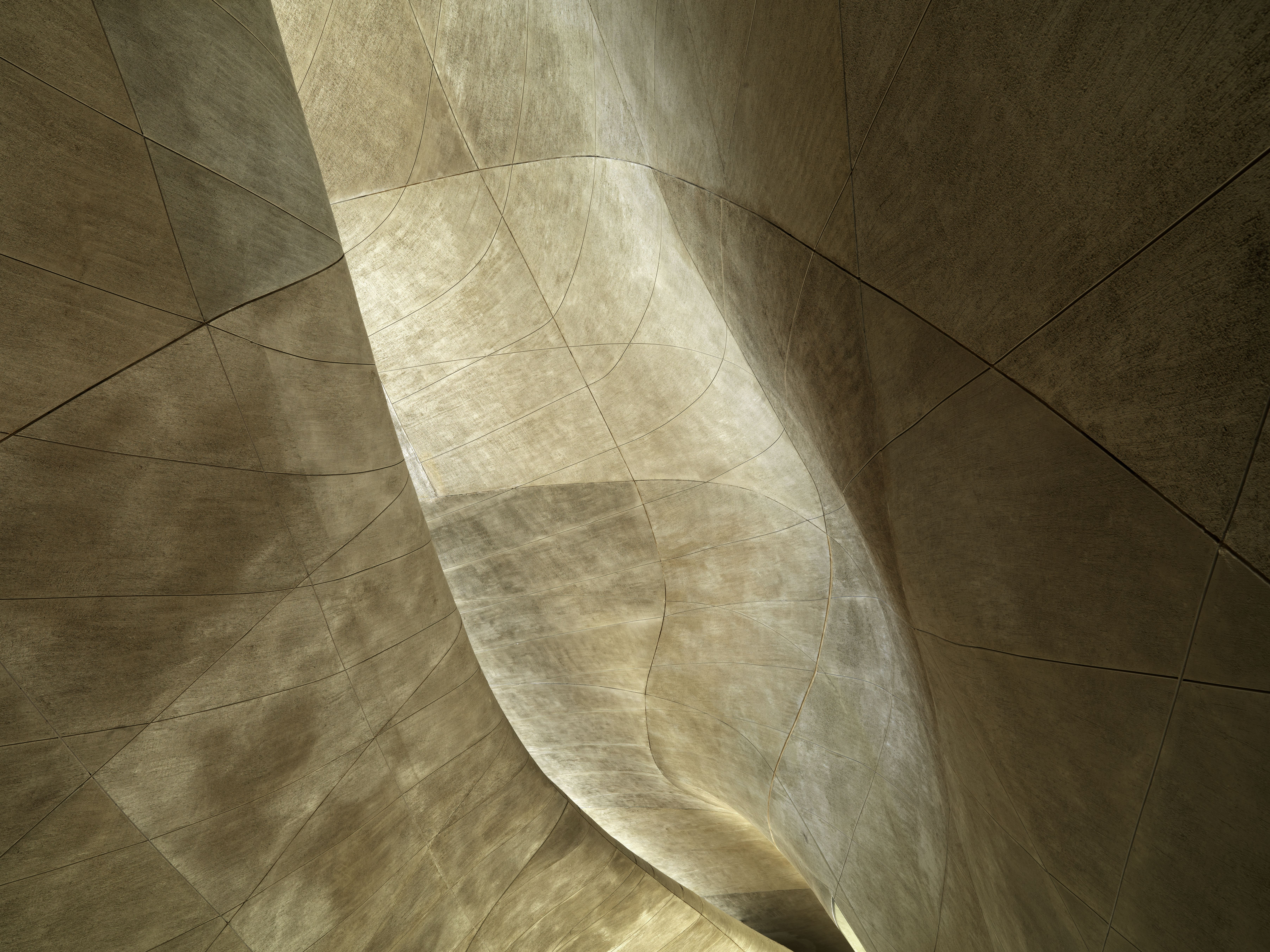
Část stěny hlavní haly, zakřivené stěny, největší konstrukce svého typu vytvořené torkretováním v Evropě

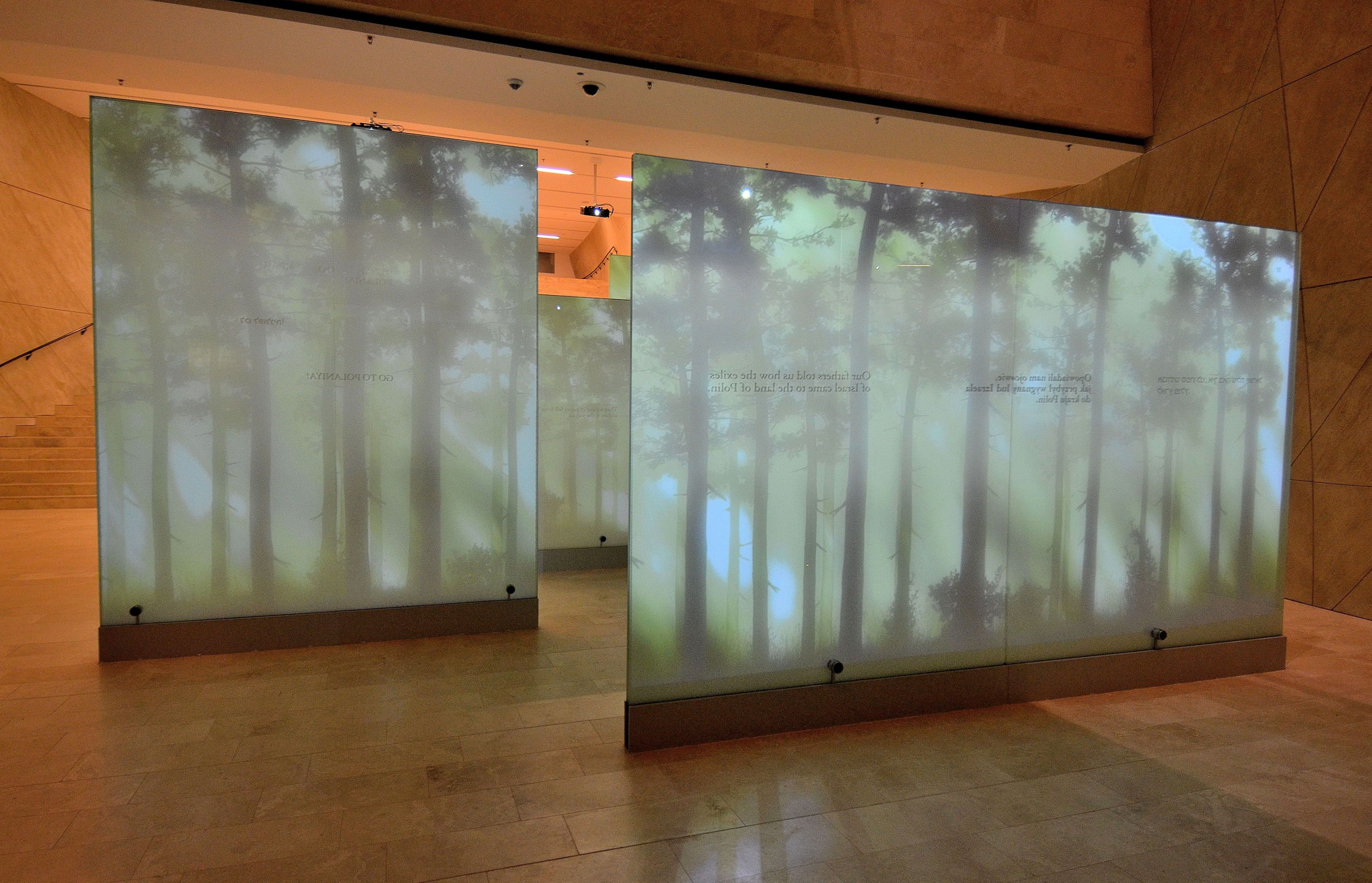
Galerie Las (česky: Les)

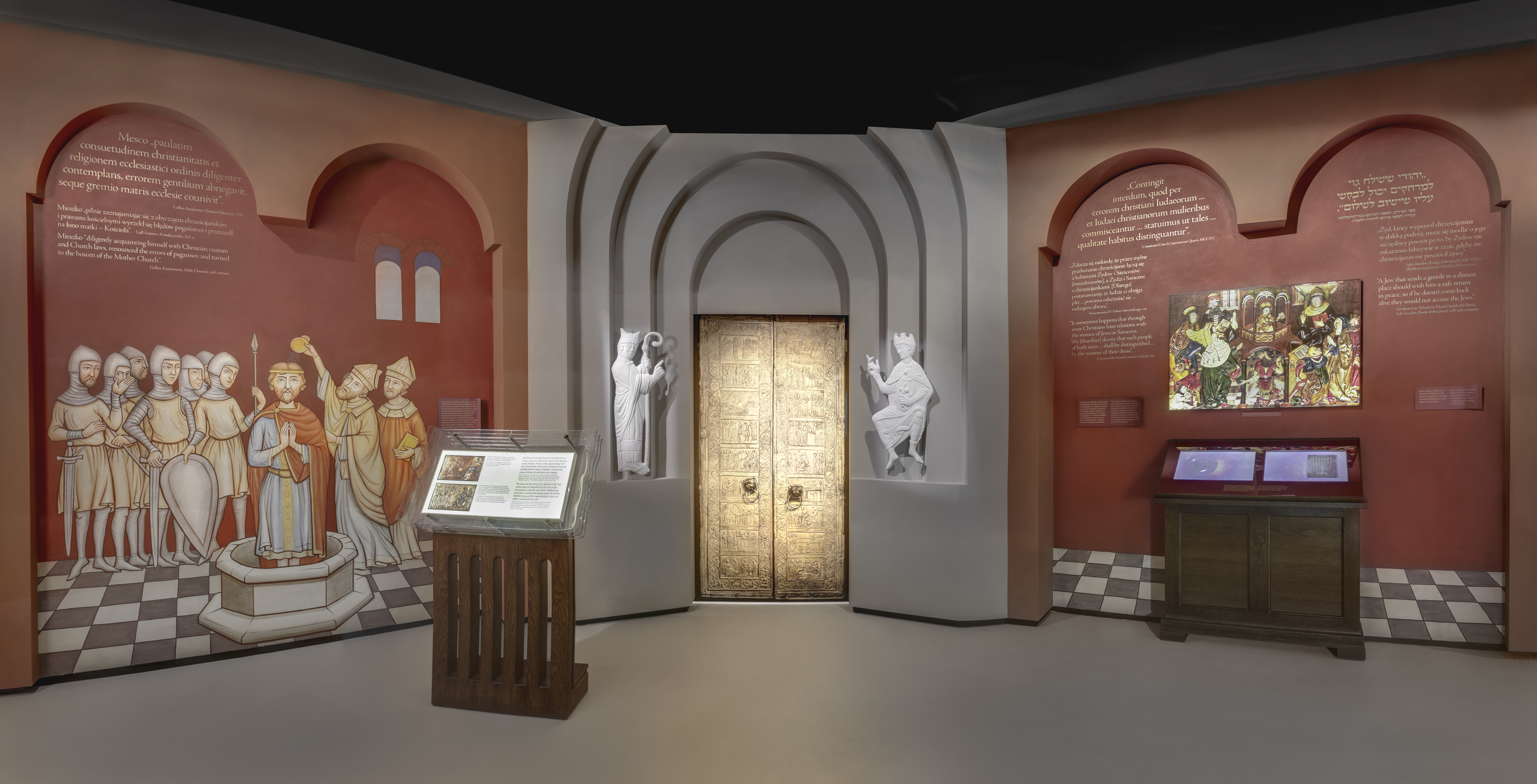
Část galerie Pierwsze spotkania (česky: První setkání)

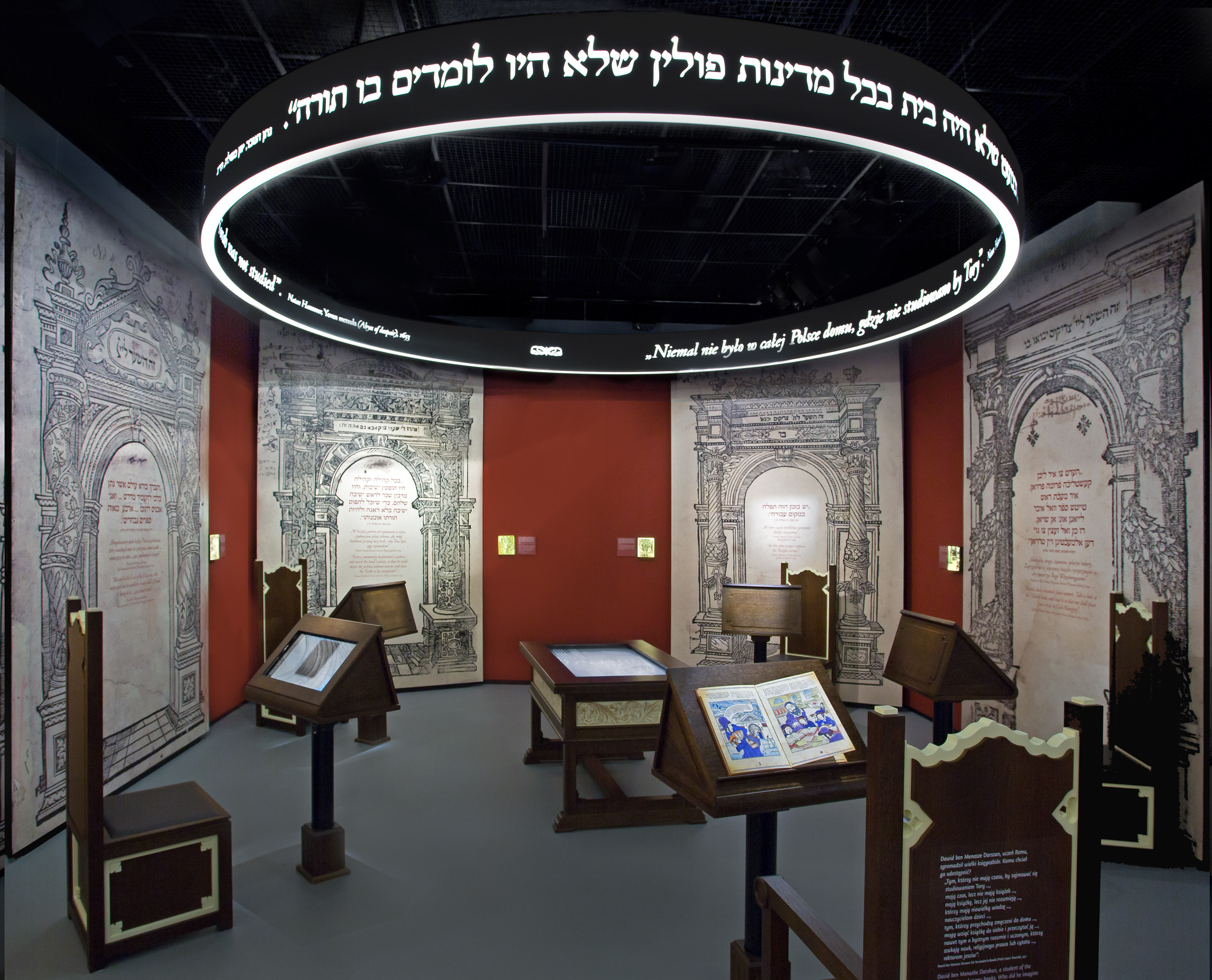
Část galerie Paradisus Iudaeorum (česky: Židovský ráj)

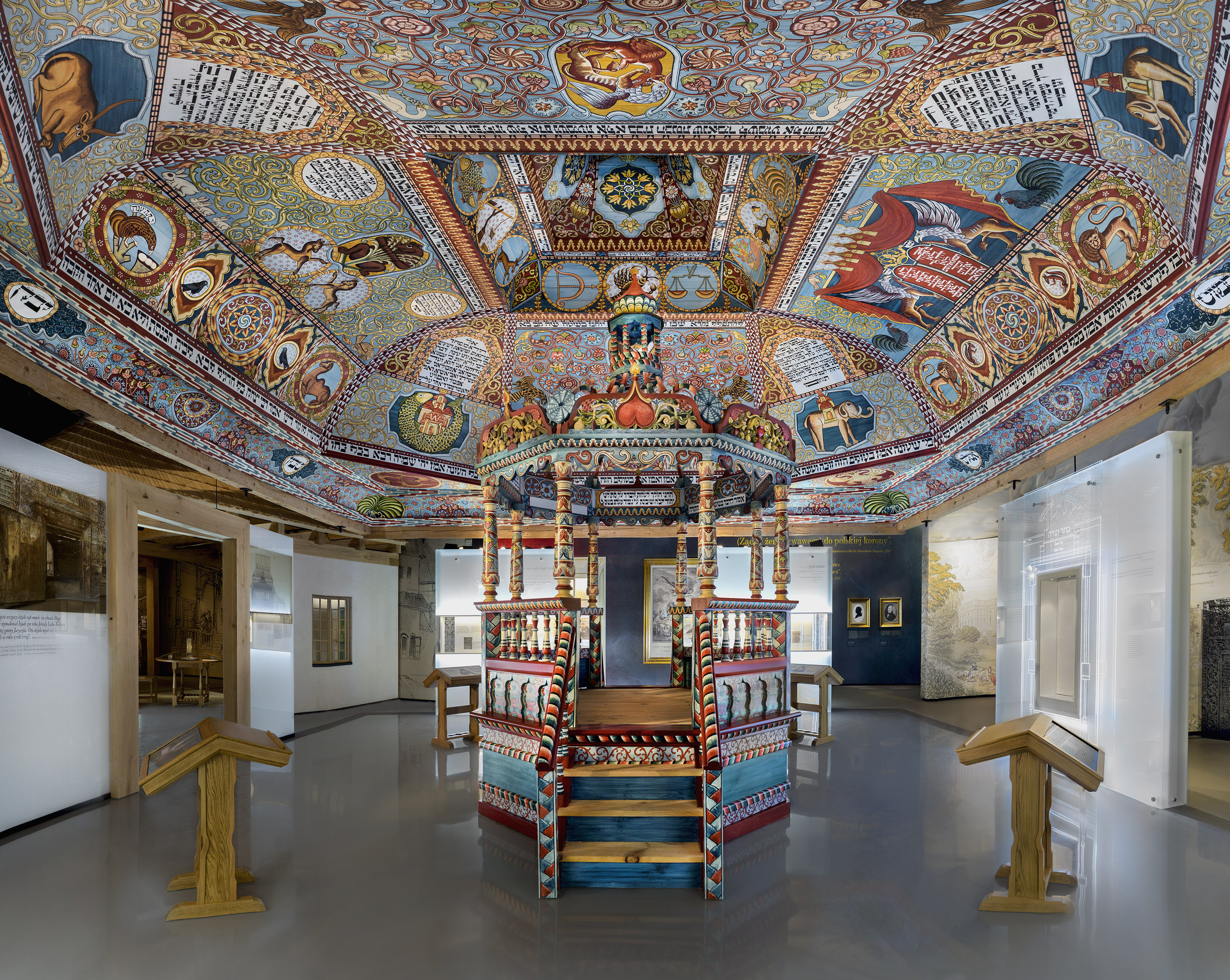
Zrekonstruovaná klenba a bima synagogy v Gvizdci

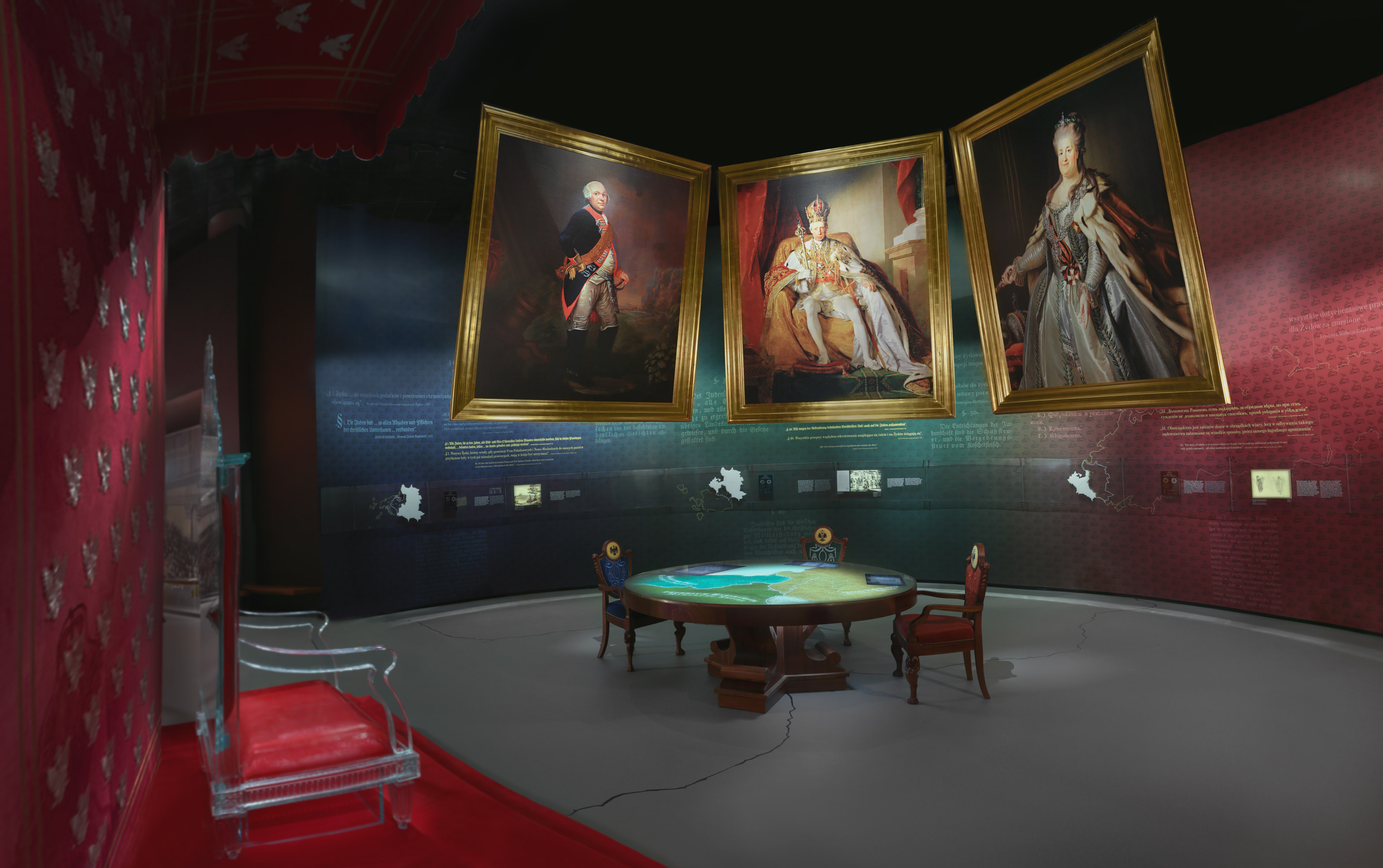
Galerie Vyzvání modernity. Sál s tematikou polských dělení s replikou královského trůnu, který je dnes umístěn na královském zámku ve Varšavě

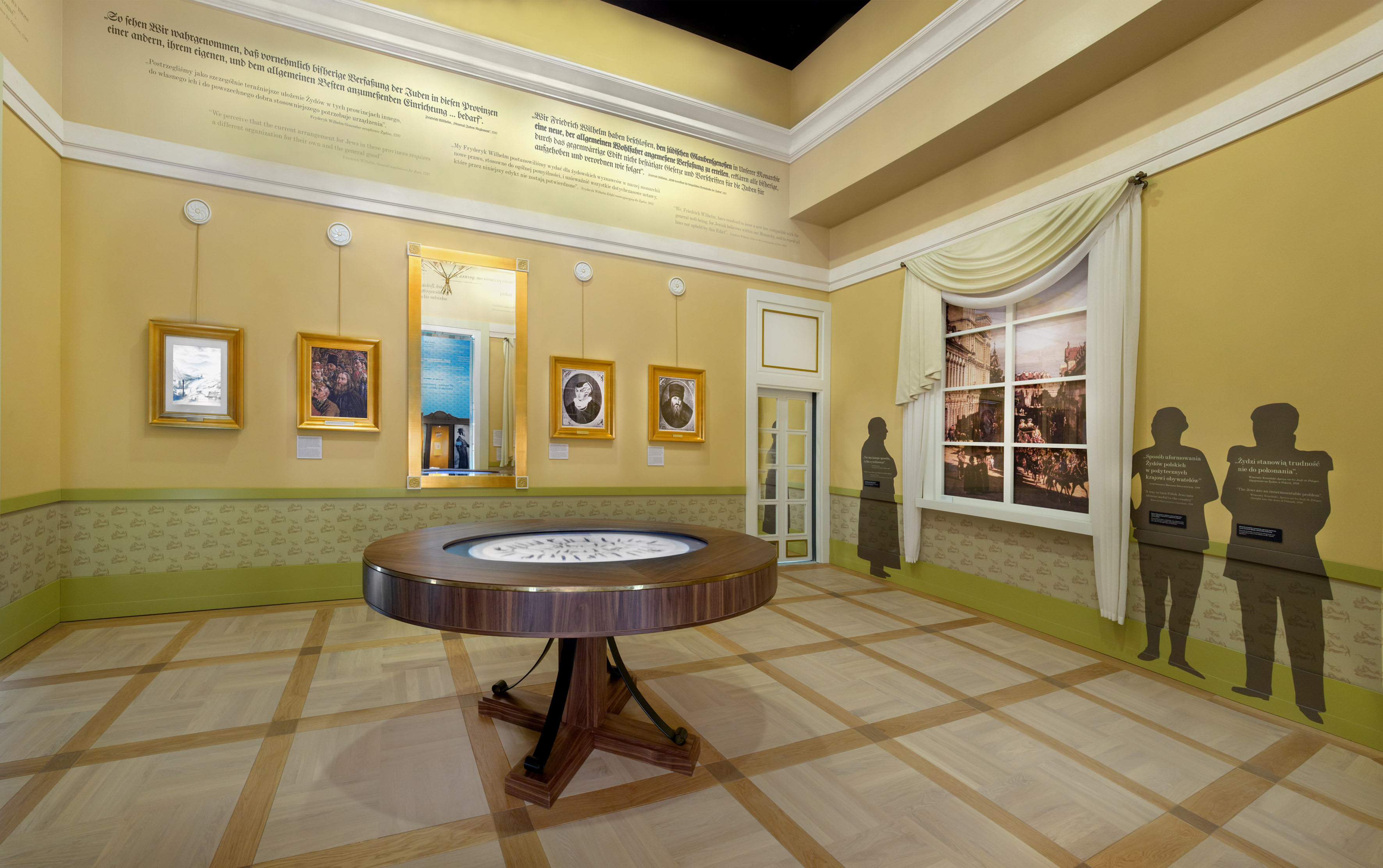
Část galerie Wyzwania nowoczesności (česky: Výzvy moderní doby)

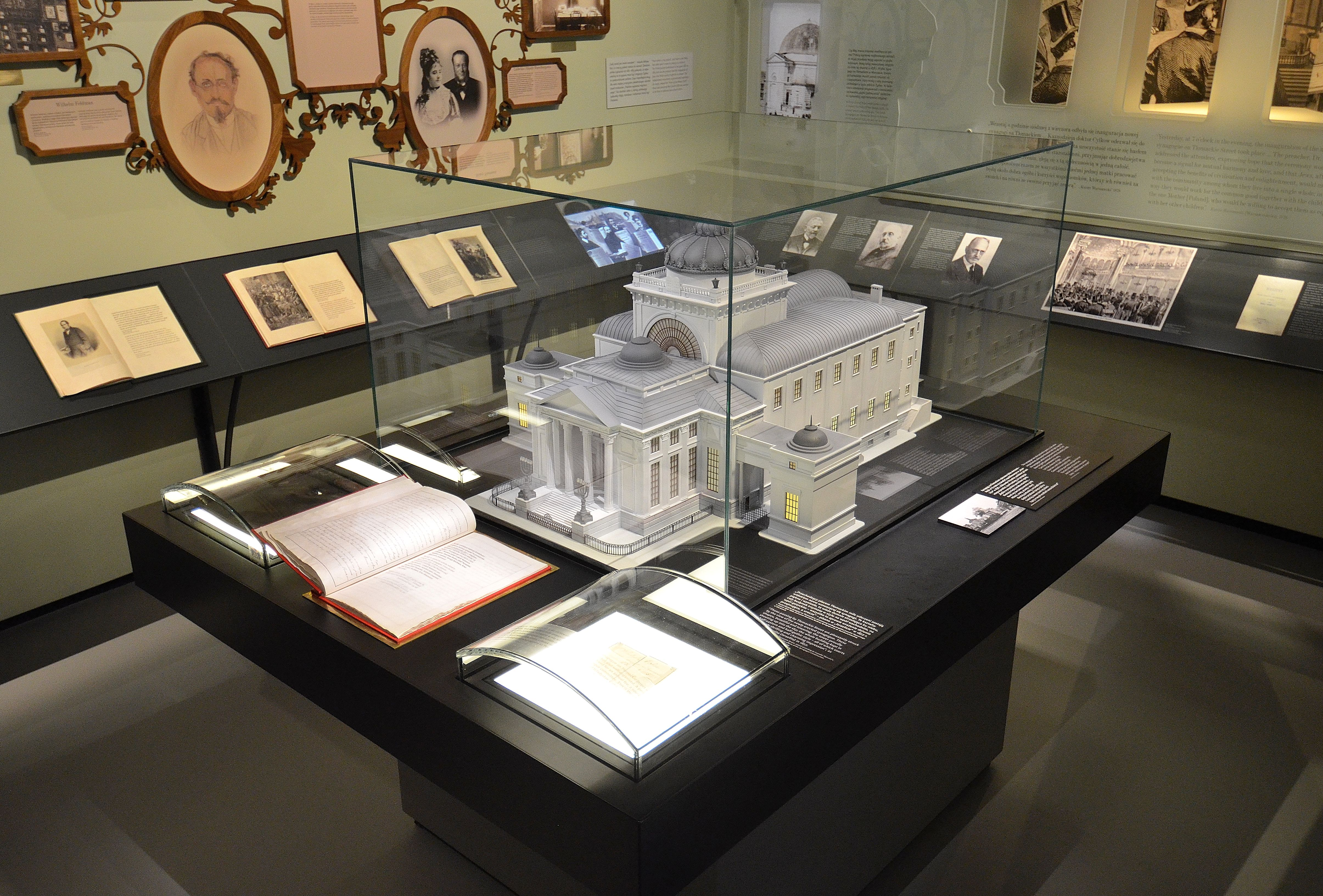
Replika Velké synagogy ve Varšavě

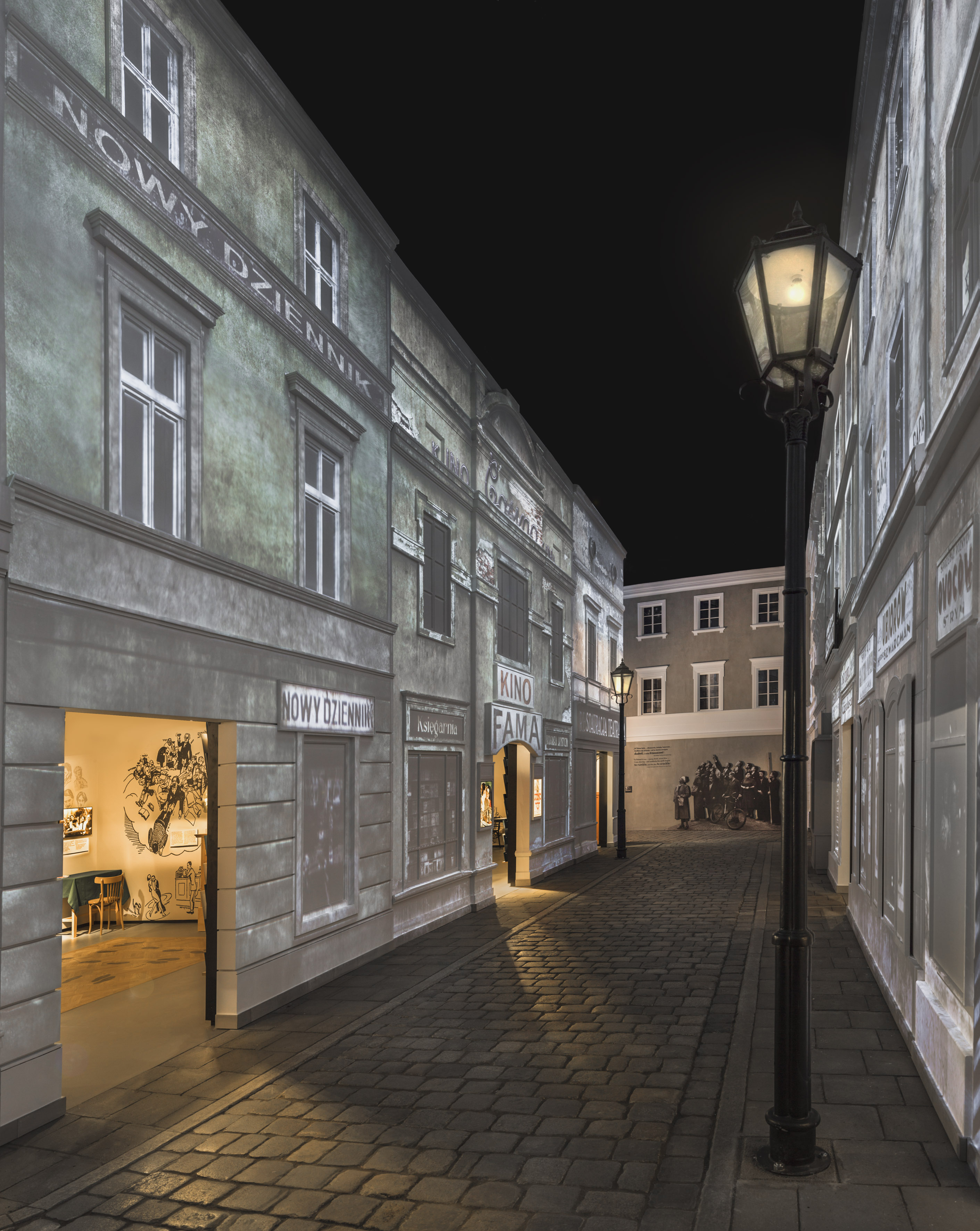
Galerie Na żydowskiej ulicy (česky: Na židovské ulici)

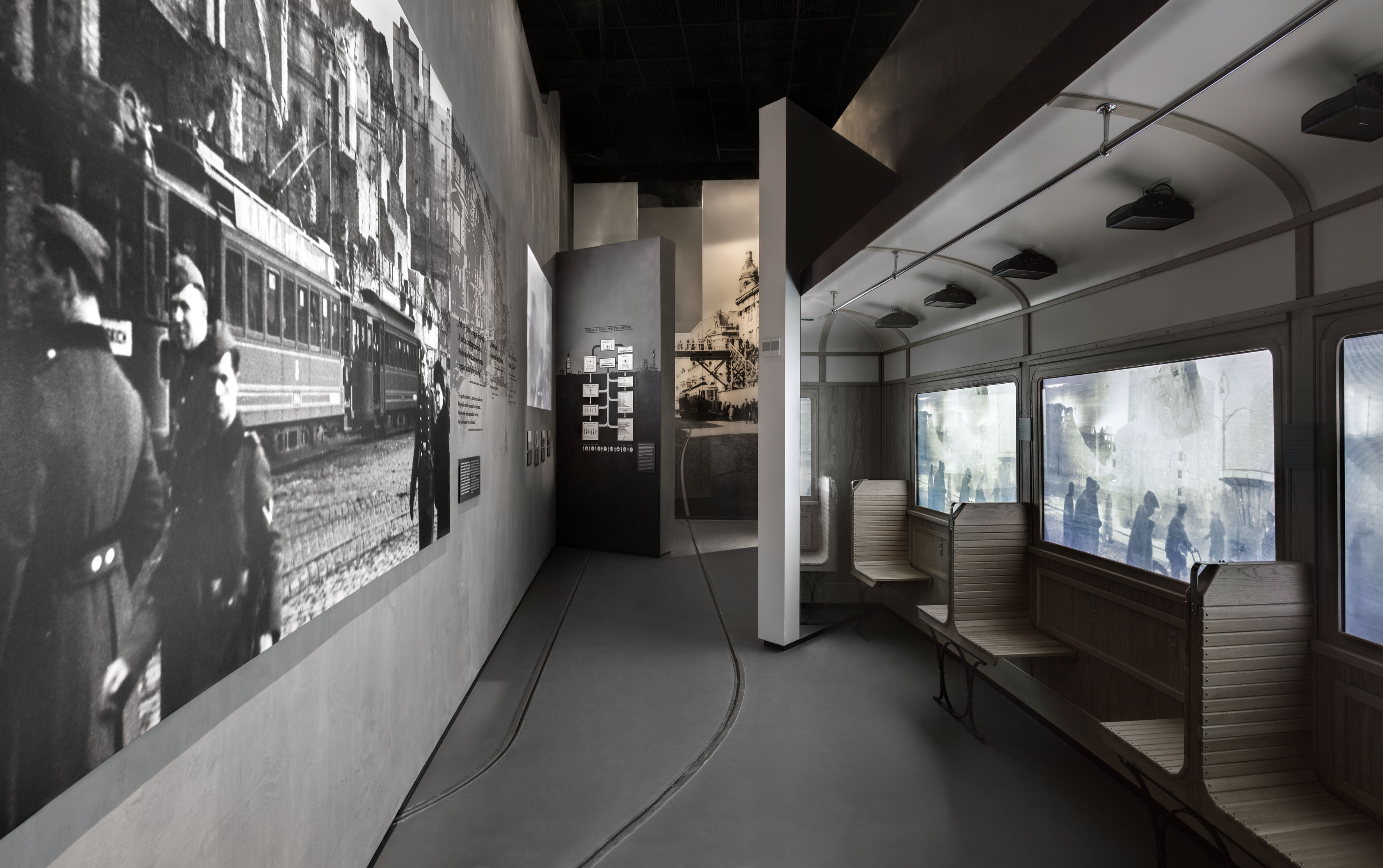
Část galerie Zagłada (česky: Záhuba)

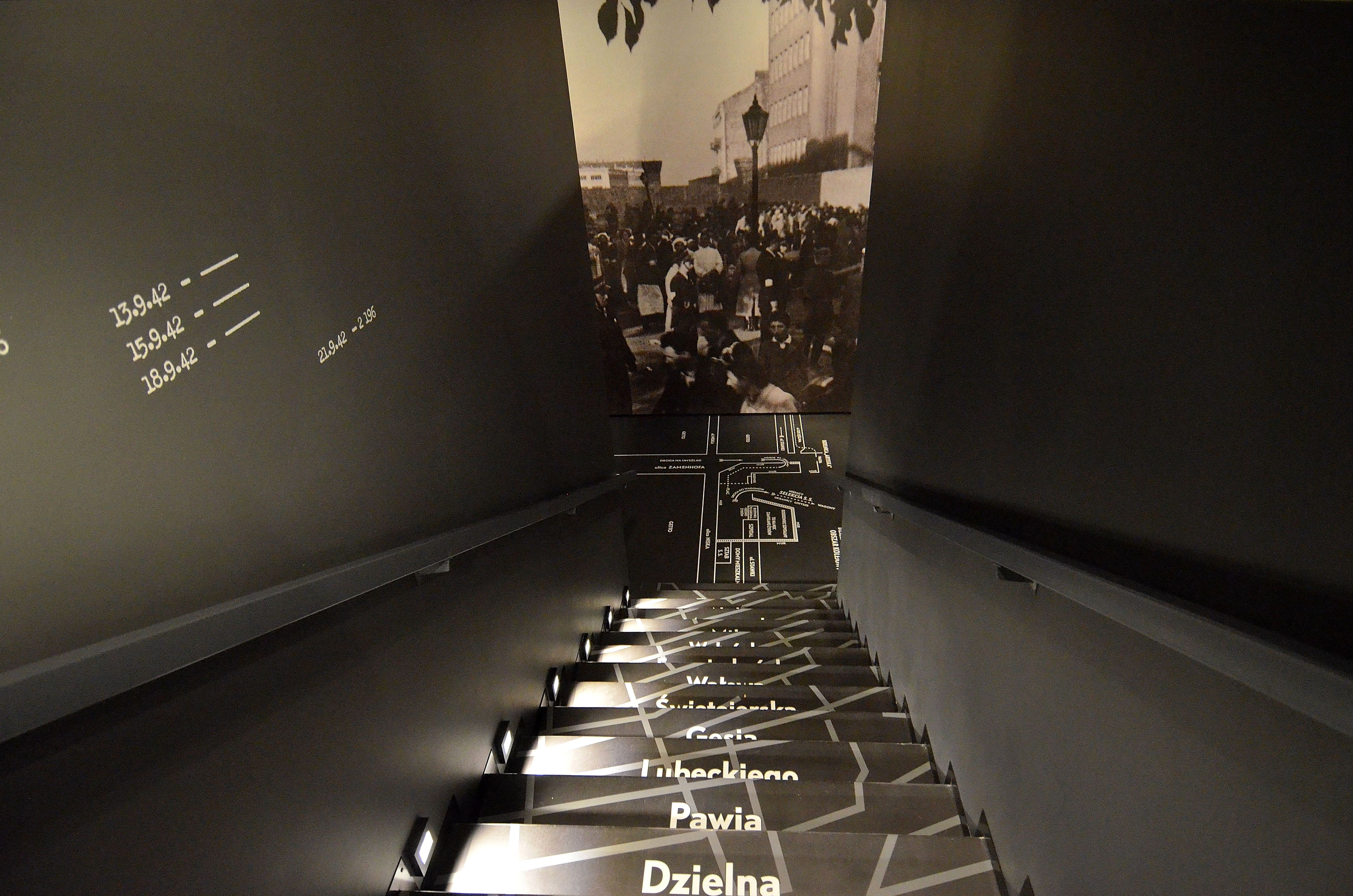
Úzké schody se jmény ulic vysídleného varšavského ghetta, které vedly přímo na Umschlagplatz ve Varšavě, tedy překladiště, kdy byli Židé shromážděni před transportací do Treblinky

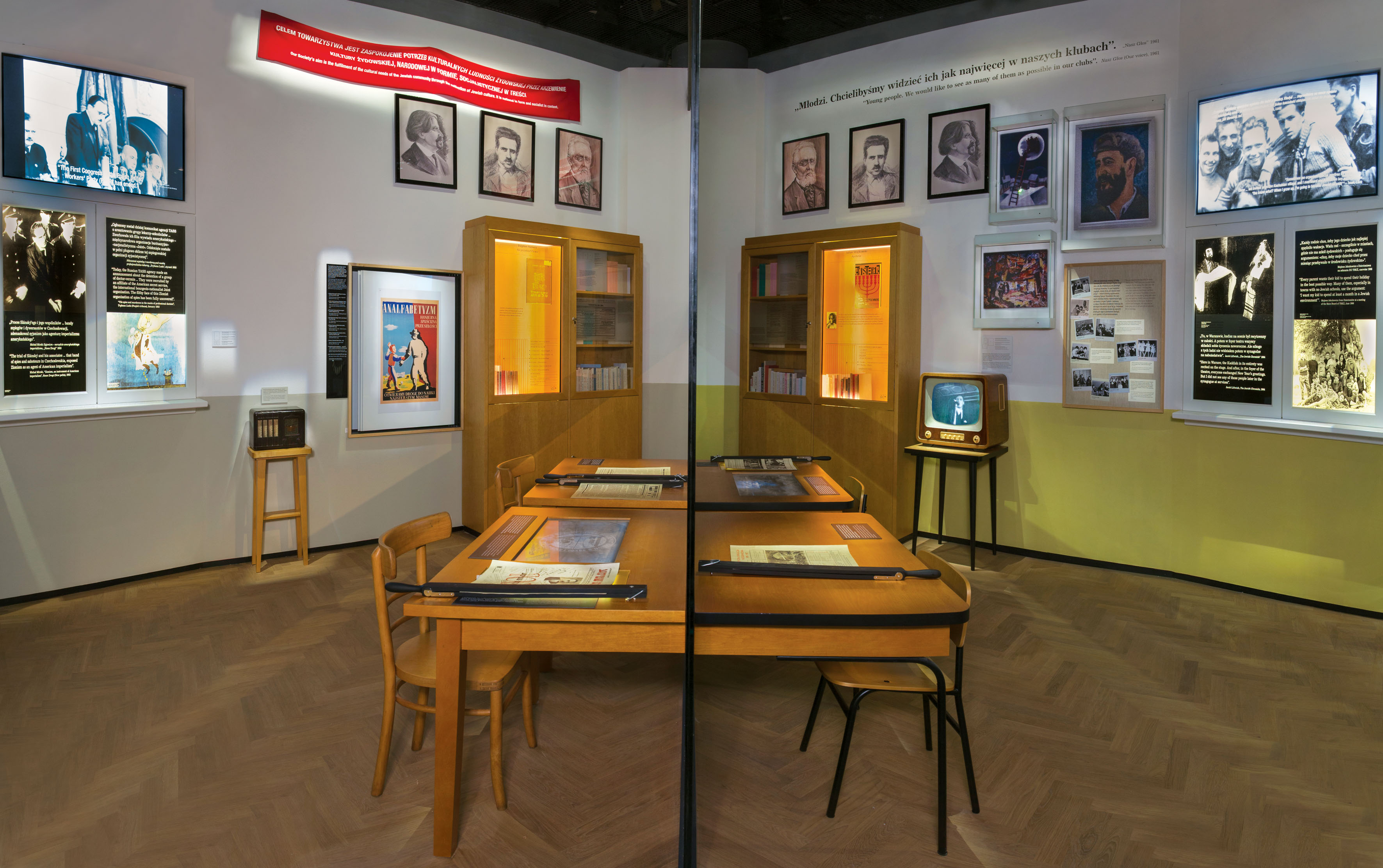
Galerie Powojnie (česky: Poválečné období)

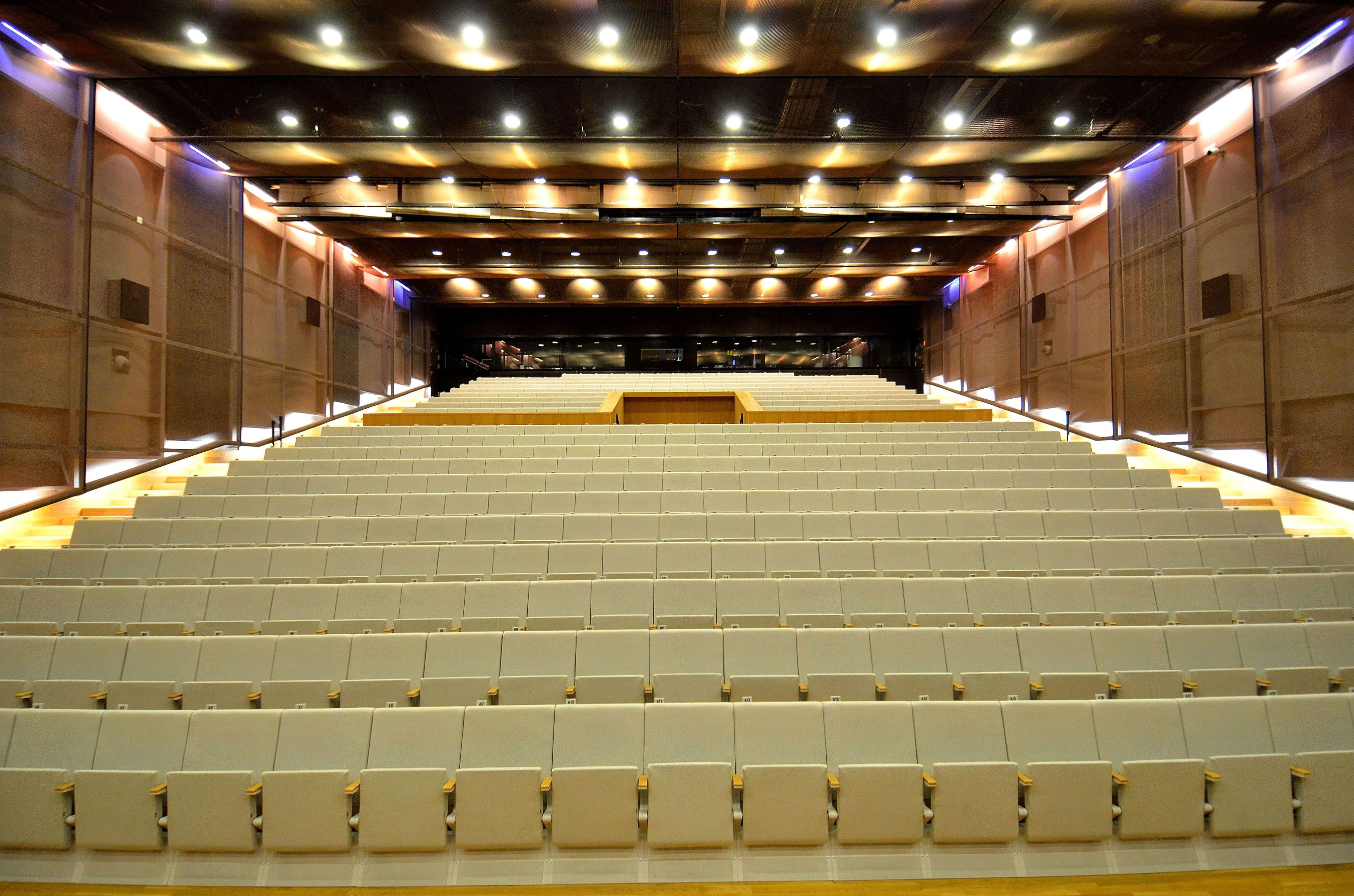
Auditorium muzea

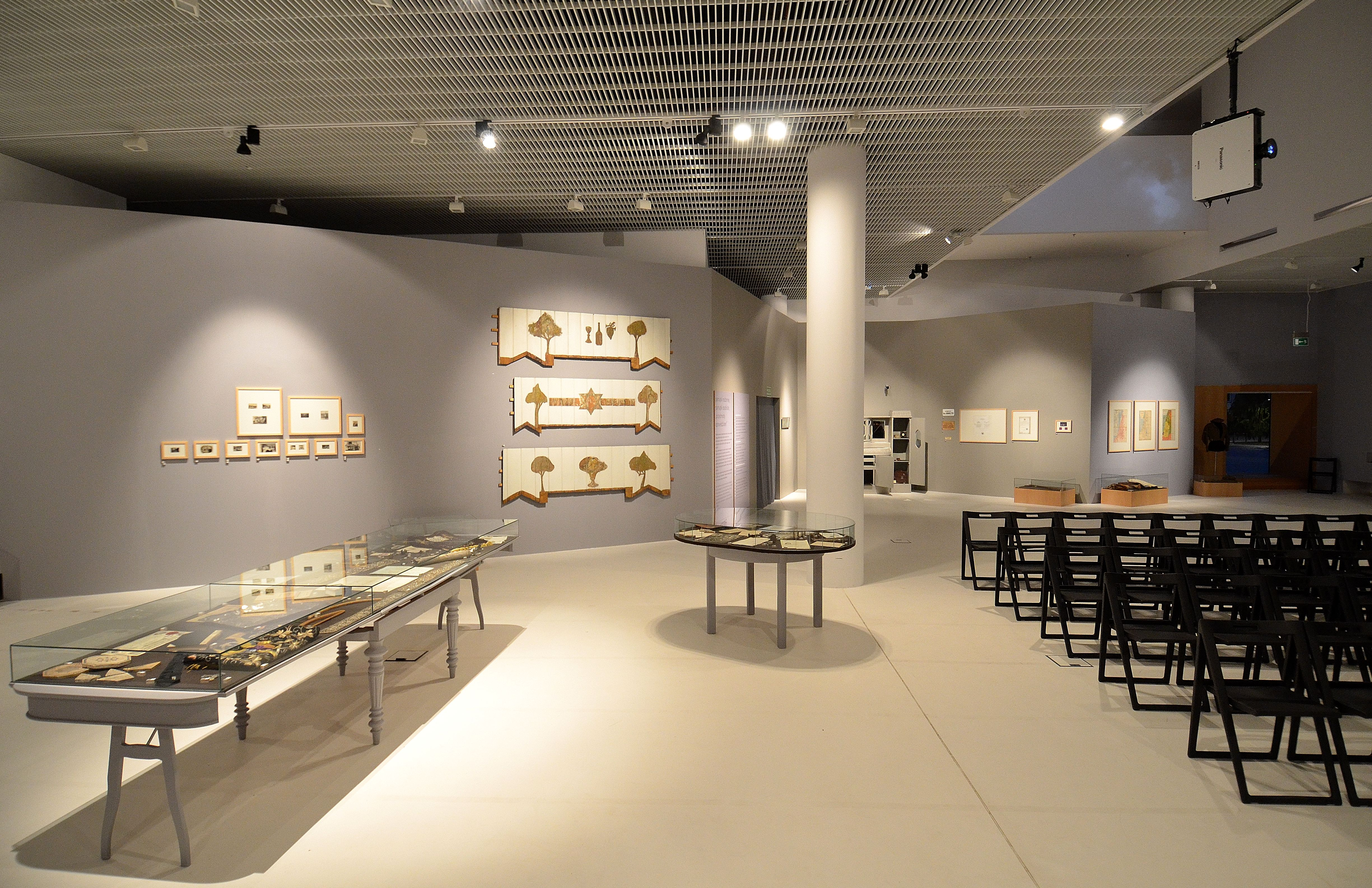
Výstavní síň určená pro dočasné výstavy, které jsou umisťovány v přízemí.

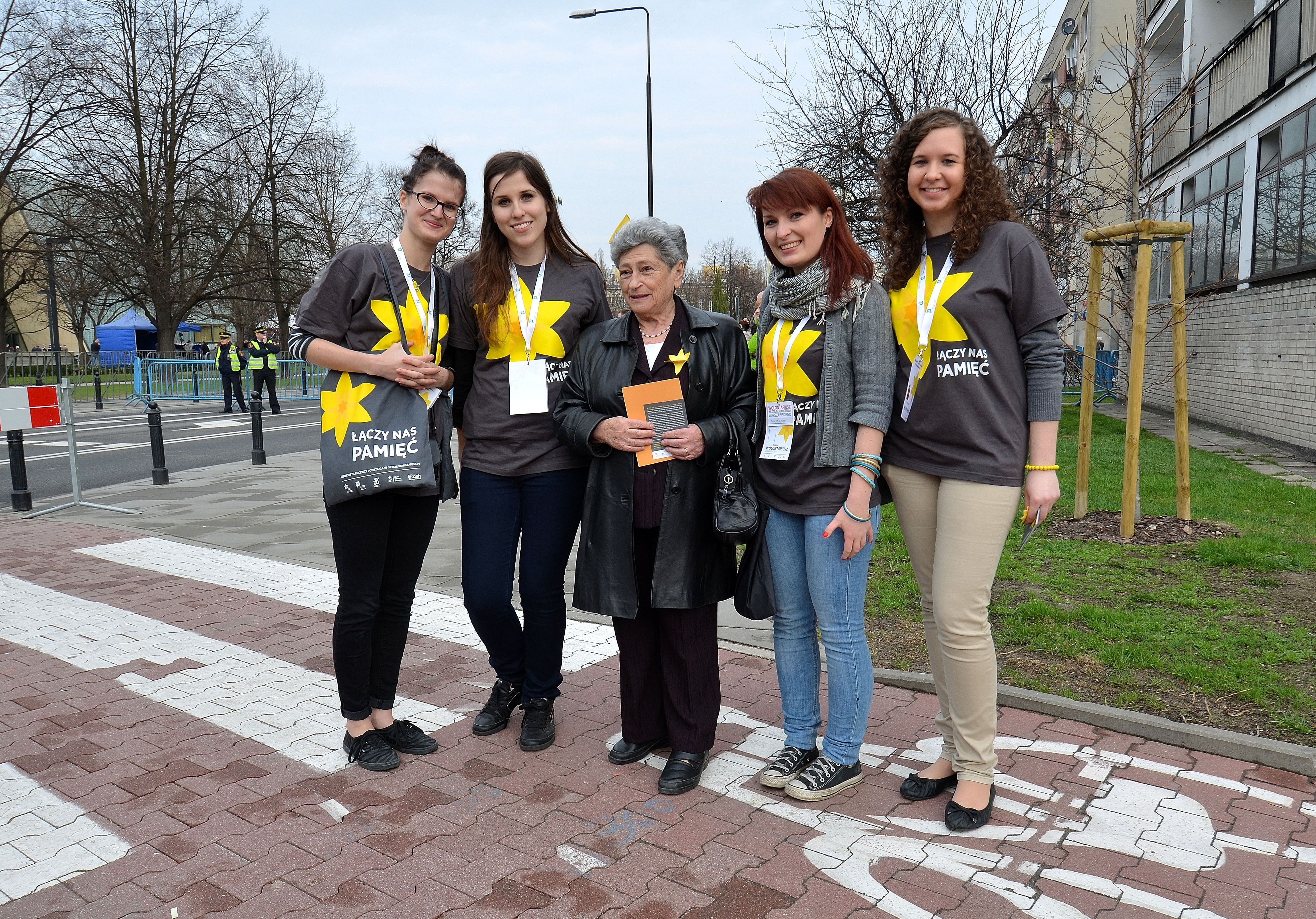
Dobrovolnice muzea během akce „Żonkile” (česky: Narcisy)

Muzeum dějin polských Židů (MHŻP) se nachází v centru Varšavy na Muranowie a dokumentuje historii Židů v Polsku.
Muzeum se nachází v budově, která byla postavena v letech 2009 až 2013 podle projektu skupiny finských architektů, vedené Rainerem Mahlamäkim. Muzeum začalo v této budově fungovat až v dubnu 2013 a stálá výstava byla veřejnosti zpřístupněna v říjnu roku 2014.
Muzeum vzniklo z iniciativy Spolku židovského historického institutu (SŻIH). Je jednou z prvních polských institucí, které byly založeny na základech veřejno-soukromého partnerství. Jeho otevření a poté jeho činnost byly vždy možné jen díky prostředkům ministerstva kultury a národního dědictví a města Varšavy.
Muzeum plní jak funkci tradičního muzea, tak i funkci kulturně-naučného střediska. Na rozdíl od Jad vašem v Jeruzalémě nebo United States Holocaust Memorial Museum ve Washingtonu se MHŻP nezaměřuje pouze na druhou světovou válku a holokaust, ale popisuje i účast Židů na tvorbě polské kultury, vědy a ekonomiky. Líčí jejich historii od dob příchodu židovských kupců na území první polské republiky (tedy na teritorium dnešní Litvy, Běloruska, Ukrajiny a západní části Ruska) okolo roku 960 a počátků židovského osídlení, až po nejmodernější židovskou historii v třetí polské republice.
V září roku 2014 si muzeum do svého názvu přidalo slovo „Polin” (tedy „Polsko” v hebrejštině a v jidiš), odkazující na legendy o příčinách příchodu Židů do Polska. Jedna z těchto legend popisuje, že když byli v roce 1492 Židé vyhnáni ze Španělska, následně i z Portugalska a z německých zemí, hledali nové útočiště. Slovo Boží se jim mělo vyjevit na kousku papíru, který spadl z nebe. Mělo na něm být napsáno „Polin”. Neboť Po lin (hebr. פה לין) v překladu přibližně znamená „zde se usaď”, putující Židé se na místě zjevení usadili. Polin ovšem také znamená Polsko.

## Dějiny muzea

### Koncepce a založení muzea
Projekt stavby velké muzejní budovy má své počátky v roce 1993, a to ve Spolku židovského historického institutu, jehož rozhodnutí z 25. ledna 2005 právě k tomuto projektu vedlo. Muzeum je zapsáno do registru kulturních institucí hlavního města Varšavy.
Komisi stavby muzea předsedal Marcin Święcicki. Členy komise byli mimo jiné Władysław Bartoszewski, Henryka Bochniarz, Włodzimierz Cimoszewicz, Marek Edelman, Bronisław Geremek, Izabela Cywińska, Stanisław Gądecki, Ryszard Krauze, Henryk Muszyński, Krzysztof Piesiewicz, Gołda Tencer, Cezary Stypułkowski a Andrzej Wajda. Patronem tohoto projektu se stal polský prezident Aleksander Kwaśniewski. V čele Čestné muzejní mezinárodní komise stanul Šimon Peres.

### Historický kontext místa
Budova nového muzea byla postavena přímo v historickém centru židovské čtvrti, které se přezdívalo Severní.
Mezi lety 1784 až 1792 v místě, ve kterém se dnes muzeum nachází, stály kasárna Korunního dělostřelectva, které projektoval Stanisław Zawadzki. Budově bylo též přezdíváno Volyňská kasárna, kvůli zde umístěnému ruskému Volyňského pluku. Později bylo v této budově zřízeno vojenské vězení.
Tato část města se od listopadu 1940 až do likvidace varšavské ghetta nacházela v hranicích uzavřené čtvrti. V budově kasárna se nacházela centrála 5. rajonu Židovské pořádkové služby a také úřad pro příjem pošty v ghettu. V srpnu 1942, během velké vysídlovací akci do Treblinky, se do budovy byl nucen přemístit židovský Judenrat. Budova shořela během Povstání ve varšavském ghettu. Na jeho místě bylo zřízeno náměstí.
Po válce se okolí kasárna stalo místem památky varšavského ghetta. V roce 1946 zde byl odhalen první a v roce 1948 druhý Pomník hrdinů ghetta. Mezi lety 1949 až 1967 bylo okolo náměstí, na kterém se pomníky nachází, vybudováno sídliště Muranów Północny, projektované týmem architektů, který vedl Wacław Eytner. Roku 1988 bylo do východní části zasazeno několik kamenných bloků, z nichž je každý zasvěcen jiným hrdinům z řad Židů, nazývaný Trasa Paměti strádání a boje Židů a byl zasazen i strom společné paměti. V roce 1995 byl u stromu odhalen památník Żegoty.
Během poválečné obnovy čtvrti Muranów byla se zemí srovnána ulice Zamenhofa, která před válkou vedla podél náměstí až k ulici Niska a Stawki. Jelikož budova muzea je přesunutá východně od místa, kde stály kasárna, tak se její severovýchodní části nachází na pozemku, kudy před válkou vedla ulice Zamenhofa.

### Konkurz na projekt stavby
Před rozhodnutím o otevření konkurzu na projekt výstavby budovy muzea byly vedeny rozhovory s Frankem Gehrym, ale pro příliš vysoké ceny za vypracování projektu se s ním organizátoři nebyli schopni dohodnout na žádném společném postupu.
V únoru 2005 byla vyhlášena mezinárodní jednoetapová architektonická soutěž na projekt budovy. Této soutěži ale předcházela takzvaná prekvalifikace kandidátů. Do této soutěže se zaregistrovalo na 245 architektů   36 zemí světa, mimo jiné 73 z Polska, 31 z Německa, 28 ze Spojených států, 17 z Itálie, 15 z Izraele, 11 ze Spojeného království, 10 z Nizozemska, 9 z Francie, 6 z Rakouska a 5 z Kanady.
Ze 119 podaných žádostí, obsahujících mimo jiné plné složení týmů, informace o kompetencích každého člena a výpis všech projektů oceněných v minulosti, nebo projektů, za jejichž vypracování tým obdržel čestné uznání, rozhodovací komise pod předsednictvím Bohdana Paczowského rozhodla o pozvání 11 týmů do Varšavy, kde jim bylo umožněno své projekty představit. Tyto týmy vedli architekti: Andrzej Bulanda (Bulanda i Mucha Architekci, Polsko), David Chipperfield (David Chipperfield Architects, Velká Británie), Marek Dunikowski (DDJM Biuro Architektoniczne), Peter Eisenman (Peter Eisenman Architects, Spojené státy americké), Zvi Hecker (Zvi Hecker Architect, Izrael/Německo), Kengo Kuma (Kengo Kuma & Associates, Japonsko), Daniel Libeskind (Studio Daniel Libeskind, Spojené státy americké), Rainer Mahlamäki (Lahdelma & Mahlamäki Architects, Finsko), Josep Luis Mateo (MAP Architects, Španělsko), Jesus Hernandez Mayor (Casanova+Hernandez Architects, Španělsko) a Gesine Weinmiller (Weinmiller Architekten, Německo).
Nová stavba měla být funkční, moderní a mít charakteristickou formu, která by se mohla stát jedním ze symbolů dnešní Varšavy. Instituce měla být místem ukazujícím výdobytky židovské kultury a zároveň nesměla být až moc dominantní vůči Pomníku hrdinů ghetta, který měl zůstat centrem celého okolí. Aby se budova co nejvíce integrovala do svého okolí, na něž byli lidé zde žijící zvyklí, mohla zabírat pouze třetinu náměstí a jeho výška nemohla převyšovat okolní bytové domy. Architekti také museli zahrnout do svých projektů požadavky stálé expozice.
O výsledcích soutěže bylo rozhodnuto 30. června 2005. První cenu získal tým Lahdelma & Mahlamäki a Zvi Hecker, Kengo Kuma a Daniel Libeskind obdrželi čestná uznání. Byla to první výhra této finské firmy v zahraničním konkurzu.

### Stavba
Polským partnerem Lahdelma & Mahlamäki se stala dílna Kuryłowicz & Associates.
V září 2006 byla pro místo, kde mělo muzeum stát, z 29 podobných prací vybrána a následně zbudována umělecká instalace Namiot (také zvaná ohel). Plnila funkci centra informujícího o budovaném muzeu a výstaviště pod širým nebem.
Pokládání základního kamene pod stavbu muzea proběhlo 26. června 2007 za účasti prezidenta Lecha Kaczyńského, ministra kultury Kazimierze Michała Ujazdowského, starostky Varšavy Hanny Gronkiewicz–Waltz, předsedy Sdružení Židovský historický institut (SŻIH) Mariana Turského a prvního dárce – Wiktora Markowicze z USA (jehož doprovázeli i Zygmunt Rolat a Tad Taube).
Generálním dodavatelem stavby se stala společnost Polimex-Mostostal a vedoucím projektu Ředitelství vývoje hlavního města. Smlouva s dodavatelem byla podepsána 17. června a zahájení stavby započalo 30. června 2009.
Povolení na používání 2. patra, ve kterém se nachází stálá expozice, muzeum dostalo 13. prosince 2013.

### Rozpočet projektu
Celkové výdaje na stavbu, zařízení a výstavu byly okolo 320 milionů zlotých.
Sdružení Židovský historický institut (SŻIH), díky podpoře 500 dárců z celého světa, dodalo na stavbu během 15 let 140 milionů zlotých, a to především na vyprojektování i vytvoření stálé výstavy. Dalších 20 milionů zlotých SŻIH vyčlenilo na samotnou činnost muzea. 90 milionů zlotých darovali: Hlavní město Varšava a Ministerstvo Kultury a národního dědictví. S tím samým záměrem vytvořila v červenci 2005 Rada ministrů program na roky 2006 až 2009 pod názvem „Budowa Muzeum Historii Żydów Polskich”, který byl v září 2009 prodloužený o další 3 roky. Z veřejných prostředků je financovaná i dnešní muzejní činnost instituce.
Muzeum podpořily soukromé osoby, obchodní společnosti a organizace z celého světa. Dva největší dary ve výšce 20 milionů zlotých a 7 milionů dolarů darovali Jan Kulczyk a Tad Taube (skrze Taube Foundation for Jewish Life and Culture a Koret Foundation). Dar Jana Kulczyka byl určen na vytvoření stálé výstavy a moderní auditorium. Byl největším jednorázovým darem muzeu.

### Ocenění
V roce 2008 získal projekt Lahdelma & Mahlamäki cenu Chicago Athenaeum International Architecture Award. V roce 2013 pak cenu Eurobuild Awards v kategorii Nejlepší polský architektonický projekt roku.
V roce 2014 následovala cena roku SARPu a cena tohoto sdružení za nejlepší projekt z veřejných prostředků. Na webu sdružení je možné přečíst:
| „ | Cena byla udělena za vynikající výkon při vytváření veřejné budovy. Budova Muzea dějin polských Židů plní nejen funkci muzeální, nýbrž je i pomníkem a symbolem. Architekti budově dali nejen utilitární aspekty, ale i krásný obsah, aby jí mohli nakonec vytvořit v krásné formě. Tvar muzea je ovlivněn okolním prostorem, který je do budovy zakomponován a zážitek z prohlídky se pro návštěvníka stává architektonickou senzací. | “ |

V témže roce byla budova oceněna i cenou Sdružení finských architektů (SAFA) – Finlandia Prize for Architecture a byla jedním z pěti finalistů architektonické soutěže týdeníku „Polityka” a zvítězila v jeho internetovém hlasování.

### Otevření
Budova byla zpřístupněna veřejnosti 19. dubna. Toto částečné otevření muzea bylo spojené se 70. výročím povstání ve varšavském ghettu.
Stálá výstava „1000 lat historii Żydów polskich” (česky: 1000 let dějin polských Židů) byla slavnostně otevřena 28. října 2014, a to jak prezidentem Polské republiky Bronisławem Komorowským, tak i jeho Izraelským protějškem Re'uvenem Rivlinem. Oslav se také účastnili premiérka Ewa Kopacz, maršálek Sejmu Radosław Sikorski, maršálek Senátu Bogdan Borusewicz nebo starostka Varšavy Hanna Gronkiewicz-Waltz.
Dle odhadů polského ministerstva kultury a národního dědictví bude návštěvnost expozice dosahovat minimálně 250 tisíc návštěvníků ročně.

## Budova muzea

### Popis
Budova je dle autorů postavena v minimalistickém slohu. Kompaktní a skromný tvar budovy dobře zapadá do okolního parku a křivkami koresponduje s nedalekým Pomníkem hrdinů ghetta.
Budova byla vyprojektovaná na čtvercovém základě a její vnitřní část je obložená skleněnými deskami, které pokrývají polská a hebrejská písmena, které spolu tvoří slovo Polin. Autorkou tohoto návrhu je Klementyna Jankiewicz.
Hlavní halu tvoří vysoké, zvlněné stěny, které budovu podélně rozdělují na dvě nerovné části s průchodem mezi nimi. Tento průchod svým tvarem připomíná rokli, což má být odkaz na Exodus, tedy útěk Židů z Egypta přes Rudé moře a rozestoupení jeho vod. Tato symbolika ale i tak nechává široké pole pro návštěvníkovu interpretaci. Podle nejpopulárnější teorie je tato „rokle“ symbolem rozdělení židovských dějin holokaustem. Dle Rainera Mahlamäkiho může symbolizovat i židovskou diasporu ve světě. Architekti samotní mluví o vůli přimět návštěvníka chtít vejít.
Hala byla první svého typu v Polsku, její vytvoření Mahlamäki nazval „velkou výzvou”. Zakřivená stěna byla vykonána metodou torkretování (stříkání betonu) firmou SPB Torkret. Dle vykonavatele zakázky se jednalo o největší touto technologií vytvořenou stěnu v Evropě. Polská firma za tento projekt obdržela v roce 2012 cenu americké organizace American Shotcrete Association za nejlepší projekt zrealizovaný mimo hranice USA.
Hlavní vchod do budovy se nachází od strany ulice Zamenhofa a má tvar hebrejského písmene tav. Rainer Mahlamäki ovšem přiznal, že během práce na projektu o tvaru vchodu takto neuvažoval. Na toto písmeno začínají hebrejská slova tarbut („kultura”), toldot („historie”) a tewa („archa”).
Budova má prostou budovu, která je vsazená do okolního parku přesně podle nároků projektu, a její prosklení umožňuje hru světel uvnitř muzejní budovy a rovněž je díky jasnosti možné ušetřit na osvícení.
Budova má čtyři nadzemní podlaží a dvě podzemní. Její výška je 21 metrů. Celkový povrch muzea je 18,3 tisíc m² a kubatura 123 tisíc m³.

### Interiér
Muzeum má okolo třinácti tisíc m². V podzemí budovy se nachází stálá výstava „1000 lat historii Żydów polskich”, zaměřená na dějiny polských Židů od středověku po 20. století. V přízemí a prvním patře se dále nalézá multifunkční auditorium na 480 míst, sály dočasných výstav, vzdělávací centrum, informační centrum, dětský koutek, muzejní obchod a také muzejní restaurace Besamim (hebr. vůně) servírující židovskou kuchyni.
Mezi vlnovitými stěnami haly byl postaven most, který znázorňuje podstatu muzea: budování mostů mezi lidmi, kulturami, minulostí a budoucností. Další most se nachází na nultém podlaží. Chodí přes něj všichni, kteří vchází do budovy hlavním vchodem a je vidět jak na začátku, tak i na konci výstavy. Architekti taktéž umožnili z nultého podlaží vidět střechu synagogy v Gvizdci, jejíž replika je umístěna v podzemní jako součást stálé výstavy.
Dle jednoho z prvních projektů měla být okna položena tak, aby byl osvětlen i nejnižší stupeň muzea. Nakonec bylo ovšem tvůrci stálé výstavy rozhodnuto, že pro některé části výstavy se osvětlenost nehodí.

### Mezuza
14. dubna 2013 byla při vchodu do muzea zavěšená mezuza vyrobená z poloviny cihly ze základů již neexistující budovy na ulici Nalewki. Mezuza byla společným projektem Andrzeje a Macieje Bulanda. Inspirací pro její vytvoření byla slova historika Hillela Seidmana o proroku Elijášovi, který prorokoval příchod mesiáše do centra židovského světa, tedy na rohu ulic Gęsiej a Nalewek ve Varšavě. Na cihle je vyryto hebrejské písmeno Šin odvozené od El Šaddaj („Bůh všemohoucí”). Mezuza má připomínat vývoj místa a podkreslovat dlouhodobé spojení židovské kultury a tradic s Varšavou.
Mezuzu odhalil hlavní rabín Polska Michael Schudrich.

## Stálá výstava „1000 lat historii Żydów polskich”
Stálá výstava zabírá dvě podzemní podlaží budovy, její celkový povrch je okolo 4200 m² a její projekt vypracoval mezinárodní tým 120 historiků a muzealistů z Polska, Izraele a USA pod vedením ředitele výstavy profesorkou Barbarou Kirshenblatt-Gimblett z New York University. Byla vytvořena interaktivní expozice, která se skládá z osmi interaktivních galerií, které po sobě chronologicky prezentují tisíc let dějin polských Židů ve stínu nejdůležitějších událostí na území Polska.:
- Las (česky:Les) – umělecká instalace znázorňující legendy a pověsti o příčinách příchodu Židů na Polské území.[66] Jedna z legend vypráví, že Židé tou dobou utíkali před pogromy v západní Evropě a místo, kam se dostali, nazvali po hlasu z nebe – Po-lin (česky:zde odpočneš) a tak se mělo Polsko stát na tisíc let jejich největší evropskou domovinou. Na počátcích se počítalo s tím, že instalace bude připomínat opravdový les, jelikož se použijí kmeny vzrostlých stromů a listy budou z železa, ale nakonec byl tento návrh nahrazen multimediální projekcí na skleněných tabulích, což na síle místa na ničem neubírá[34].

- Pierwsze spotkania (česky:První setkání, roky 960 až 1500) – galerie středověku, která začíná přiblížením okolností přibytím Židů na polská území v 10. století n. l. Byli nimi převážně židovští kupci ze Západní a Jižní Evropy, mezi nimiž byl i Ibrahim ibn Jakub z Córdobského chalífátu, který v dochované relaci o cestě po kontinentu vzpomíná jako vůbec první o Polsku.[65] Další část této galerie je zasvěcená prvním židovským osadníkům na polských zemích. Na mapě zde umístěné je možno vidět okolo 100 polských měst, ve kterých v roce 1500 bydleli Židé (na mapě umístěné v následující galerii, Paradisus Iudaeorum, počet obcí, ve kterých existovaly židovské čtvrti, již přesahoval 1200)[34].

- Paradisus Iudaeorum ((česky:Židovský ráj, 1569 až 1648) – galerie představuje osudy Židů v době, která je všeobecně považována za zlatý věk Židů v Polsku. Příběh galerie se soustřeďuje především na rozvoj intelektuálního a náboženského života Židů, vytvoření židovské samosprávy na území spravovaném Sejmem čtyř zemí a podílu Židů na fungování polského hospodářství. Centrálním prvkem této galerie je interaktivní maketa Krakova spolu s Kazimierzem, která přibližuje fungování židovské čtvrti v tehdejším hlavním městě. A interaktivní výstava představuje i hebrejské a polské tiskařství v Lublinu a Krakově.

- Miasteczko (česky:Městečko, 1648 až 1772) – v této galerii byly přiblíženy dějiny polských Židů od Chmelnického povstání do dob Dělení Polska na příkladu typického pohraničního městečka, ve kterém Židé tvořili podstatnou část obyvatel. Inspirací pro něj byla Żółkiew, kterou měl ve svém vlastnictví Jan III. Sobieski[67]. Centrálním prvkem této galerie je unikátní rekonstrukce klenby dřevěné synagogy ze 17. století z Gwoźdźce na Ukrajině, zničené během První a Druhé světové války[68]. Pestrobarevná klenba byla rekonstruována pomocí tehdejších metod (mimo jiné za pomoci přírodních barviv) na základě černobílé ikonografie[67][29] a třicetitunovou klenbu[69] trvalo zrekonstruovat 2 roky. Na rekonstrukci se v jejím průběhu podílelo skoro 400 dobrovolníků z celého světa[66]. V této galerii je možné vidět i interiér Židovského domu, krčmy a část trhu[67].

- Wyzwania nowoczesności (česky:Výzvy modernity, 1772 až 1914) – v této části je prezentováno období dělení Polska, kdy Židé sdíleli los Poláků o podělení mezi Rakousko, Prusko a Ruské impérium. Galerii začíná sál s prázdným trůnem polského krále (replikou toho, který se nachází v trůním sálu Královského zámku ve Varšavě), naproti kterému jsou zavěšeny portréty hlav států, které Polsko okupovaly: Františka I. Rakouského, Fridricha Viléma II. a Kateřiny II. Veliké. Dále galerie ukazuje, jakou roli sehrála průmyslová revoluce v Polsku a jakou úlohu v ní hráli Židé jako Izrael Kalmanowicz Poznański v Lodži. Výkon židovských průmyslníků a rychlý rozvoj "země zaslíbené" symbolizuje kopie hlavní brány do továrna Izraele Poznańského v Lodži. Je zde vidět i čekárnu železničního nádraží, symbolizující revoluci v transportu zboží a osob. Galerie si bere za cíl i představit, jakým změnám v důsledku průmyslové revoluce podlehlo i vedení života Židů v Polsku a nakolik napomohla k jejich hlubší integraci do společnosti a někdy až úplné sekularizaci a s ním spojené vstupování do společenských, náboženských a politických kruhů, které byly předtím jen doménou Poláků. Symbolem integrace Židů s křesťanskou většinou je replika dnes již neexistující Velké synagogy ve Varšavě, kde byla jako liturgický jazyk zavedena i polština[67][70]. Tato doba též zahrnuje znovuobjevení antisemitismu mezi Poláky.[67]

- Na żydowskiej ulicy (česky:Na židovské ulici 1918 až 1939) – galerie zasvěcená časovému úseku 2. polské republiky, který je považován za druhý zlatý věk Židů v Polsku. Inspirací pro tuto část výstavy byla ulice Nalewki ve Varšavě[67]. Dvoupatrová expozice rovněž přibližuje krom filmového, divadelního a literárního vyžití Židů i jejich politickou činnost.

- Zagłada (česky:Záhuba, 1939 až 1945) – ukazuje hrůzy holokaustu, který o životy připravil okolo 90% ze skoro 3 a půl milionů polských Židů. Hodně místa je určeno pro dějiny Varšavského ghetta – největšího z okolo 600 ghett vytvořených Německou okupační správou na území Polska. Události z dějin ghetta jsou obohacené o citáty na stěnách z pera Adama Czerniakowa a Kroniki getta warszawskiego (česky: Kroniky Varšavského ghetta) Emanuela Ringelbluma. Úzký průchod a následné schody se jmény vysídlených ulic – od ulice Sienna po ulici Stawki – provádí návštěvníka až k replice Umschlagplatz. V galerii jsou představeni i účastníci a rozhodnutí Konference ve Wannsee, fungování a oběti německých táborů smrti na území Polska a různé reakce etnických Poláků na systematické vyvražďování Židů nacisty. Galerie je co do prostoru největší z osmi galerií výstavy. Její konstrukce, výběr a prezentace shromážděných exponátů má u návštěvníků vyvolávat pocit těsnoty, sklíčenosti a represe, které prožívali Židé v ghettech před deportací[34]. Část galerie zasvěcená táborům smrti byla vytvořená ze zrezivělého plechu.[32] Vzhledem na obtížnou vstřebatelnost navštívení galerie dětmi je na jejich rodičích a opatrovnících, jestli s nimi tuto část budou chtít projít. V případě neochoty je v případě této galerie možné ji vynechat[70].

- Powojnie (česky:Poválečné období, od roku 1944) – poslední galerie představuje období od osvobození Polska až do dnešního dne. Na začátku je předneseno dilema Židů v poválečném Polsku: „Zůstat, nebo odjet?”. Většina se rozhodla emigrovat již v prvních letech po válce a to z důvodu v galerii popisovaných pogromů v Kielcach, Krakově i Řešově a antisemitismu jak uvnitř Polské dělnické strany, tak i polské společnosti jako takové. Ti, kteří se tehdy rozhodli zůstat, byli do opuštění země de facto přinucení v důsledku honů na Židy v roce 1968 vládou Polské lidové republiky v březnu 1968. Symbolem těchto událostí je nádraží Warszawa Gdańska. Dalším důležitým milníkem je rok 1989, kdy započalo dodnes trvající znovuzrození nevelkého, ale velice dynamického, židovského společenství v Polsku.

Výstava také přibližuje integrálnost židovského působení na dějiny Polska a polského působení na dějiny židovského národa. Výstava se nesoustřeďuje (jako například Jad Vašem) pouze na holokaust, ale představuje i Židovský podíl na tvorbě polské kultury, vědy a hospodářství. MDŻP má být dle tvůrců „muzeum života” – má přibližovat návštěvníkům jak žili a co dělali Židé v Polsku.
V galeriích stálé výstavy se nalézají elementy připomínající krizové situace, konflikty a těžké aspekty soužití Židů a Poláků. Mimo jiné se jedná o kopie obrazů z Kostela navrácení apoštola Pavla v Sandoměři jakožto symbol domnělé židovské rituální vraždy, informace o roli nevolnictví v židovských velkosedláckých usedlostech, zneužívání dělníků židovskými továrníky v Lodži, pogromu v Jedwabnem, obrazu kolotoče na varšavském náměstí Karsińskich popsaného Czesławem Miłoszem ve verši Campo di Fiori a ukázání podílu osob židovského původu na stalinovském terorovém aparátu v Polsku po 2. světové válce.
Moderní expozice má vypravěčský charakter – není organizována jako výstava exponátů, ale „provádí” návštěvníka událostmi židovských dějin. Tyto příběhy vypráví jejich svědkové a účastníci a komentář z naší doby byl ohraničen na minimum. Shodně s koncepcí Barbary Kirshenblatt-Gimblett se návštěvník postupně seznamuje s materiály výstavy a je veden k vytváření si vlastních úsudků o nich.
Výstava v sobě komponuje slovo, obraz a zvuk. Obsahuje na 170 originálních předmětů, 200 replik, modelů a faksimilí a také audionahrávky, fotografie, filmy a počítačové animace. Je zde umístěno okolo dvou set multimediálních stanovišť, z čehož je 73 stanovišť interaktivních. Do stavby oddělovacích stěn a mezipatra bylo použito 100 tun oceli. Výstava je řízena ze servrovny a celková délka položených kabelů je okolo 200 km. Řídicí systém byl vytvořený týmem polských programátorů.
Výstava byla vytvořená dle koncepce britské firmy Event Communications polskou firmou Nizio Design International (NDI). Součástí týmu NDI byli grafici, architekti, historici a také okolo 100 dělníků provádějících detailní práce, důležité pro otevření výstavy (mimo jiné obrazy v galerii Pierwsze spotkania, 120 vitrín, 150 kusů nábytku a 5 tisíc m² speciálních tapet).
Výstavu může současně navštívit až 500 osob. Odhadovaný čas prohlídky jsou tři až čtyři hodiny.
V říjnu roku 2014 muzeum jako první v Polsku zpřístupnilo stálou virtuální výstavu „Jak vytvořit muzeum” jako součást Google Cultural Institute.

## Aktivita muzea
Muzeum má za úkol vykonávat dvě funkce, a to muzeální a kulturně-vzdělávací. Krom muzeální činnosti, která se koncentruje okolo stálé výstavy a dočasných expozic, muzeum organizuje i přednášky, semináře, diskuzní panely, setkání s pamětníky holokaustu, ale i koncerty, divadelní představení a workshopy pro děti. Organizuje i spoluorganizuje slavnosti spojené s podporou tolerance a různorodosti.
Muzeum je schopno provádět činnost, která má za cíl tvoření a zpřístupnění mluvených pramenů z období 2. světové války spjatých s osudy polských Židů, a to především díky tomu, že podepsalo smlouvu s USC Shoah Foundation o zpřístupnění nahrávek několika desítek tisíc Židů zachráněných před holokaustem.
Díky finanční podpoře Norského finančního mechanismu a Finančního mechanismu EFTA bylo muzeum schopné v letech 2013 až 2016 určit 3 miliony eur na vzdělávací projekty zaměřené především na děti a mládež.
Instituce vlastní menší sbírku judaik. Ta ovšem postupně roste a to z velké části díky darům soukromých osob. Mimo jiné v letech 2009 a 2013 muzeum obdrželo památky po Ireně Sendlerowe: medaili a diplom Spravedlivý mezi národy (Polsko), čestné občanství Izraele, čestné občanství města Otwock spolu s klíčem k branám města, medaile, památky, knihy a dopisy, které Irena Sendlerowa po několik let dostávala od mládeže z celého světa.
Činnost muzea je podporována několika desítkami dobrovolníků.

### Vedení
Muzeum do roku 2011 vedl Jerzy Halbersztadt, po němž byla na místo ředitele zvolena Agnieszka Rudzińska-Rytel a zde setrvala až do svého odchodu v červnu 2012. Od srpna 2012 do února 2014 vykonával úlohu ředitele Andrzej Cudak.
Od 1. března je ředitelem muzea Dariusz Stola.

### Virtuální štetl
Virtuální štetl je internetovým portálem se zaměřením na lokální židovskou historii pod patronátem muzea. Oficiálně započal svou činnost dne 16. června 2009.
Portál má za úkol zpřístupnit informace o dějinách polských Židů široké veřejnosti. Konkrétně se portál zabývá dějinami Židů, kteří před 2. světovou válkou bydleli v malých městečkách s vlastní kulturou, které jsou v Jidiš označovány jako štetly. Anglická verze pak umožňuje židovské diaspoře čerpat z archivů portálu kdekoliv po celém světě.
Portál je spravován díky společnému úsilí mnoha institucí, organizací a soukromých osob. Zdrojem informací pak jsou mimo jiné portál Polin polin.org.pl, a také portál tamější židovské komunity jewish.org.pl. Virtuální štetl čerpá i ze zkušeností jiných internetových projektů, jakými jsou například izrael.badacz.org a Diapozytyw (Institut Adama Mickiewicze), které spolupracují s Židovským historickým institutem.
Virtuální výstava má okolo jednoho milionu přístupů ročně.

### Akce „Żonkile”
V květnu roku 2013, v době 70. výročí povstání ve varšavském ghettu, se muzeum rozhodlo dát vzniknout veřejně-vzdělávací akci „Żonkile” (česky: Narcisy), do které s v konečném důsledku zapojilo na 500 dobrovolníků. Cílem této akce je připomenout obyvatelům Varšavy hrdiny povstání. Dobrovolníci rozdávají kolemjdoucím papírové narcisy – květiny, které Marek Edelman, jeden z přeživších vůdců povstání, každoročně pokládal na místa, která měla spojitost se záhubou Židů.